# Mount Vélain
Mount Vélain (französisch Sommet Vélain) ist ein 750 m (nach britischen Angaben 920 m) hoher Berg auf der westantarktischen Adelaide-Insel. Sein isolierter und dreikantiger Gipfel durchstößt den Eisschild im Nordwesten der Insel.
Teilnehmer der Vierten Französischen Antarktisexpedition (1903–1905) des Polarforschers Jean-Baptiste Charcot kartierten ihn erstmals und benannten ihn nach dem französischen Geologen und Geografen Charles Vélain (1845–1925). Das Advisory Committee on Antarctic Names übertrug die französische Benennung 1951 ins Englische.